# 小便少女
座標: 北緯50度50分54.7秒 東経4度21分14.7秒 / 北緯50.848528度 東経4.354083度

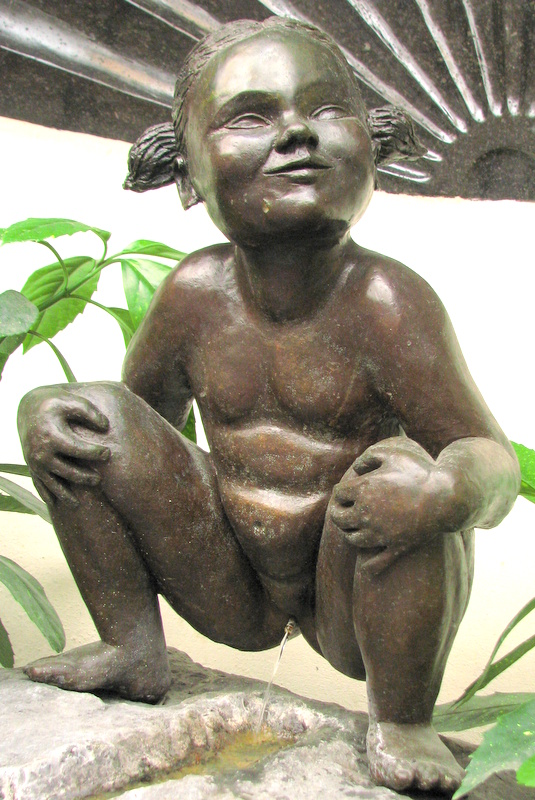
小便少女。

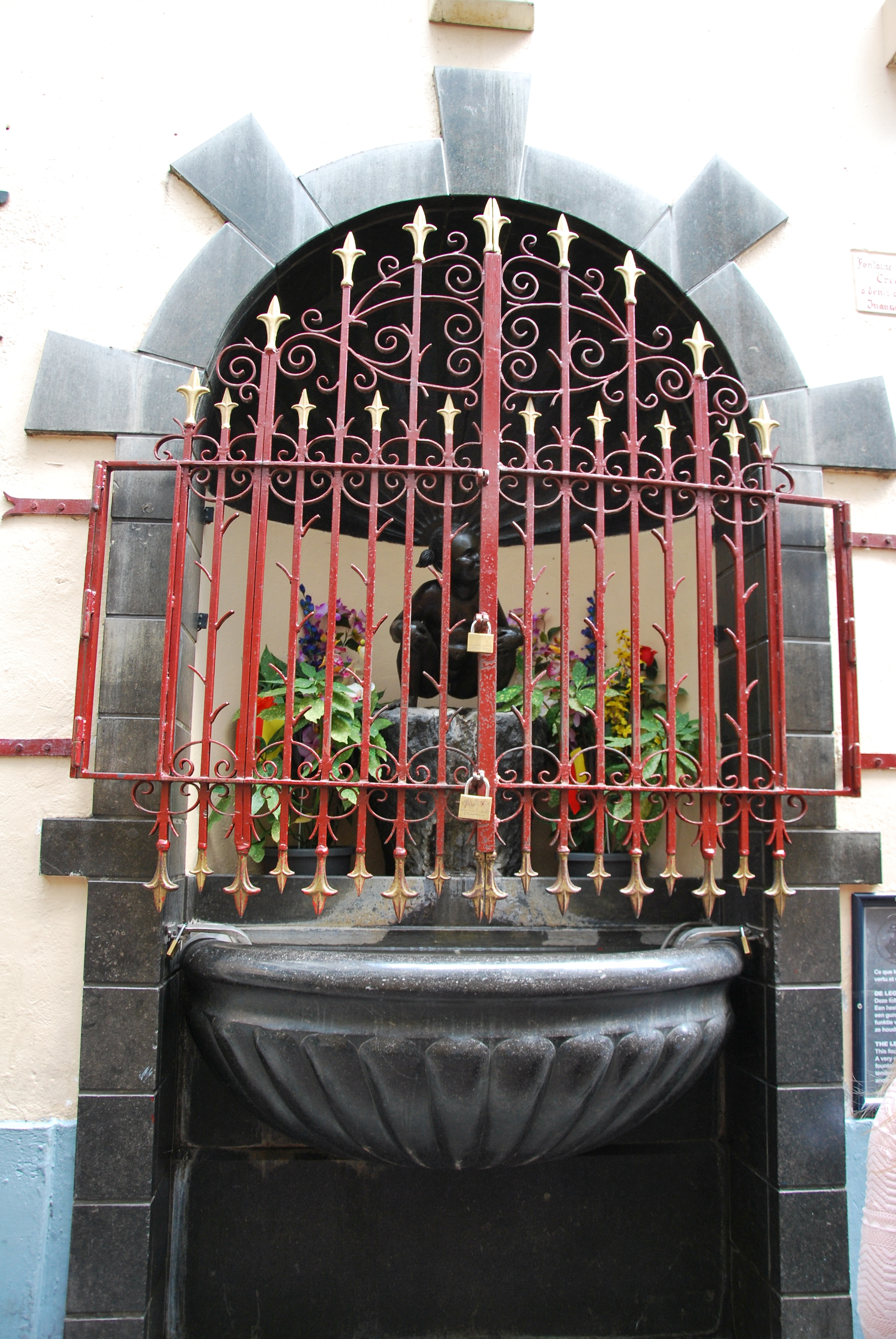
触れられないよう柵が設置されている。

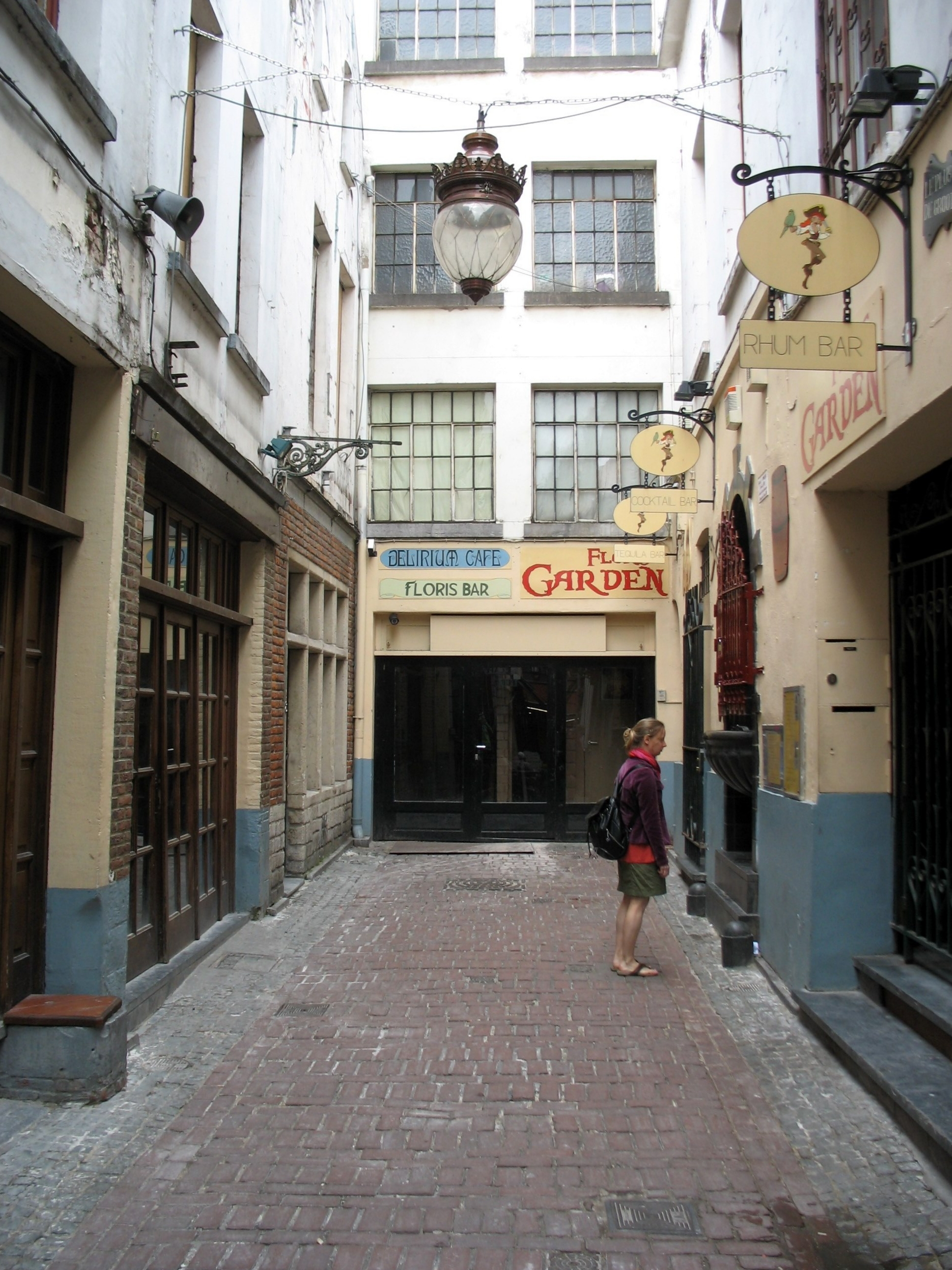
像のある小路。立っている人物は像を見ている。

小便少女（しょうべんしょうじょ、蘭: Jeanneke Pis、ジャネケピス）は、放尿中の少女像。小便小僧（Manneken Pis）のパロディー。高さは約50cm。所在地はベルギーの首都ブリュッセル。小便小僧とはグラン＝プラスを挟んで反対側に位置しており、ブシェール通りの脇に入ったフィデリテ袋小路という路地にある。ブシェール通りは1950年代にはゲイの集まる場所であった。
レストランのオーナーが客寄せのために、彫刻家のドニ＝アドリアン・デボヴリ（Denis-Adrien Debouvrie, 「デニス・ドブリエ」と誤記する例あり）によって1985年に制作され、1987年に落成式が行われた。
道路から手が届く位置にあったため、像に触る人が後を絶たず、像の局部周辺がはげあがってきたために柵が設置され、触れることができなくなっている。また、盗難防止も兼ねている。